# Lobophora variegata
Lobophora variegata là một loài bướm đêm trong họ Geometridae.